# Shoukry Elabady
Shoukry Elabady – tunezyjski zapaśnik walczący w stylu wolnym. Srebrny medalista mistrzostw arabskich w 1995 roku.